# Trachylepis wrightii
Trachylepis wrightii (сцинк Райта) — вид сцинкоподібних ящірок родини сцинкових (Scincidae). Ендемік Сейшельських Островів. Вид названий на честь ірландського натураліста Едварда Персіваля Райта.

## Підвиди
Виділяють два підвиди:
- Trachylepis wrightii ilotensis (Rendahl, 1939);
- Trachylepis wrightii wrightii (Boulenger, 1887).

## Поширення і екологія
Сцинки Райта мешкають на островах Арід, Норт-Казін, Саут-Казін, Сен-П'єр, Мамель, Фрегат і Ресіф в групі Сейшельських островів. Вони живуть серед колоній морських птахів, в сухих лісах і чагарникових заростях. Відкладають яйця.

## Збереження
МСОП класифікує цей вид як вразливий. Trachylepis wrightii може загрожувати знищення природного середовища та поява на островах інавазивних хижаків.